# Tisserin de Ruwet
Ploceus ruweti
Espèce
Synonymes
- Ploceus reichardi ruweti Louette & Benson, 1982[2]

Statut de conservation UICN

 DD  : Données insuffisantes
Le Tisserin de Ruwet (Ploceus ruweti) est une espèce de passereaux de la famille des Ploceidae.
Son nom est attribué au zoologiste et collecteur belge Jean-Claude Ruwet (1935–2007).

## Répartition et habitat
Il est endémique à une petite zone près du lac Tshangalele dans le Sud de la République démocratique du Congo. On le trouve dans les marais bordant ce lac.